# Armancourt (Oise)
Armancourt is een gemeente in het Franse departement Oise (regio Hauts-de-France) en telt 533 inwoners (2005). De plaats maakt deel uit van het arrondissement Compiègne.

## Geografie
De oppervlakte van Armancourt bedraagt 2,0 km², de bevolkingsdichtheid is 266,5 inwoners per km².
De onderstaande kaart toont de ligging van Armancourt (Oise) met de belangrijkste infrastructuur en aangrenzende gemeenten.

## Demografie
Onderstaande figuur toont het verloop van het inwonertal (bron: INSEE-tellingen).